# World Fishing Exhibition

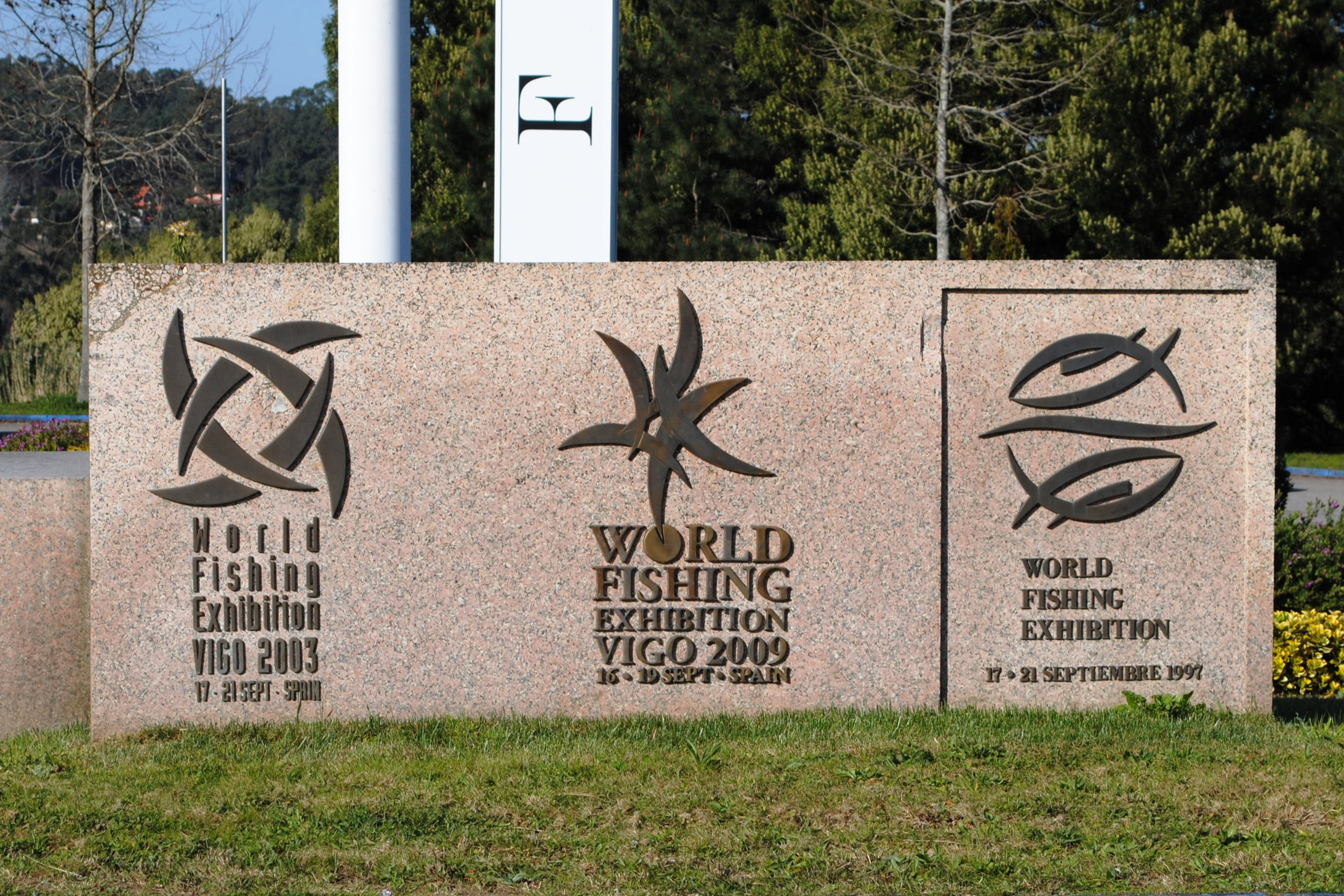
Placas conmemorativas en el IFEVI.

La World Fishing Exhibition (Exposición Mundial de la Pesca) es una feria empresarial del sector pesquero que se celebra cada seis años en el Instituto Ferial de Vigo (IFEVI).

## Descripción

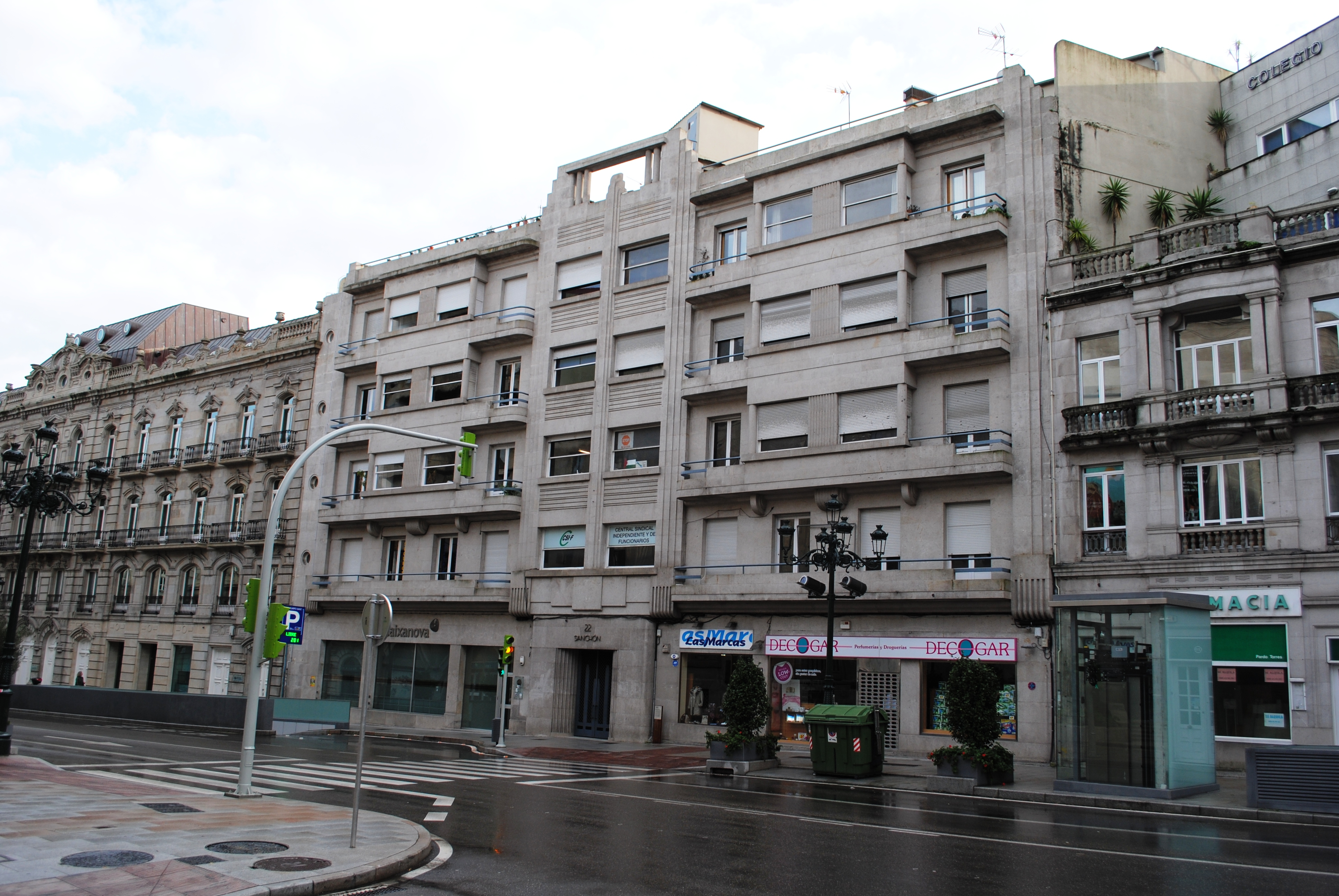
Edificio Sanchón, sede social de la World Fishing Exhibition.

Ha tenido seis ediciones, en los años 1973, 1985, 1991, 1997, 2003 y 2009 y desde el año 85 se hace coincidir con la Conferencia de Ministros de Pesca. La edición de 2015 fue cancelada.
Alfonso Paz-Andrade fue secretario general en la primera edición y es presidente del comité ejecutivo desde la segunda.

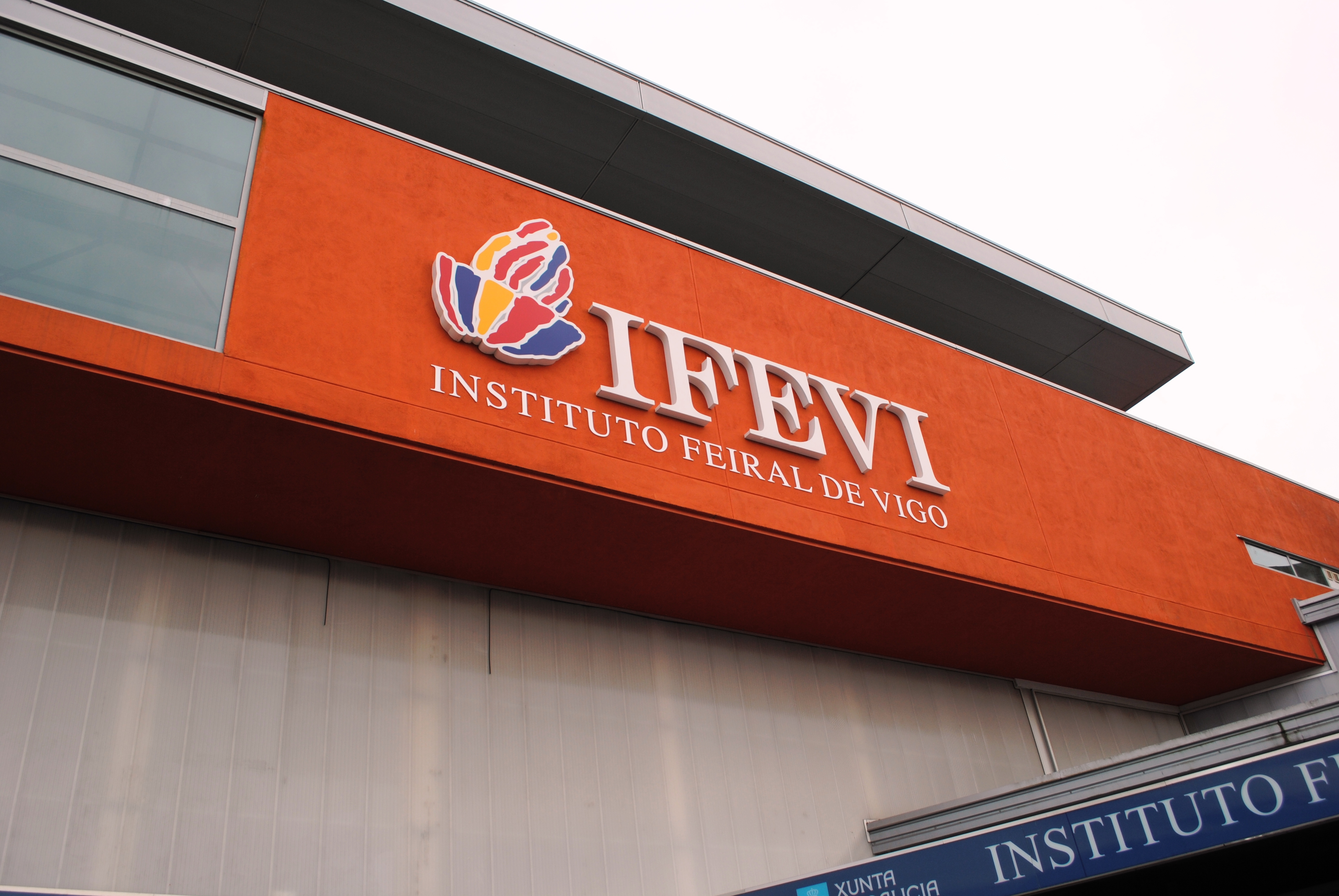
Instituto Ferial de Coto Grande, Cabral.